# 식분증

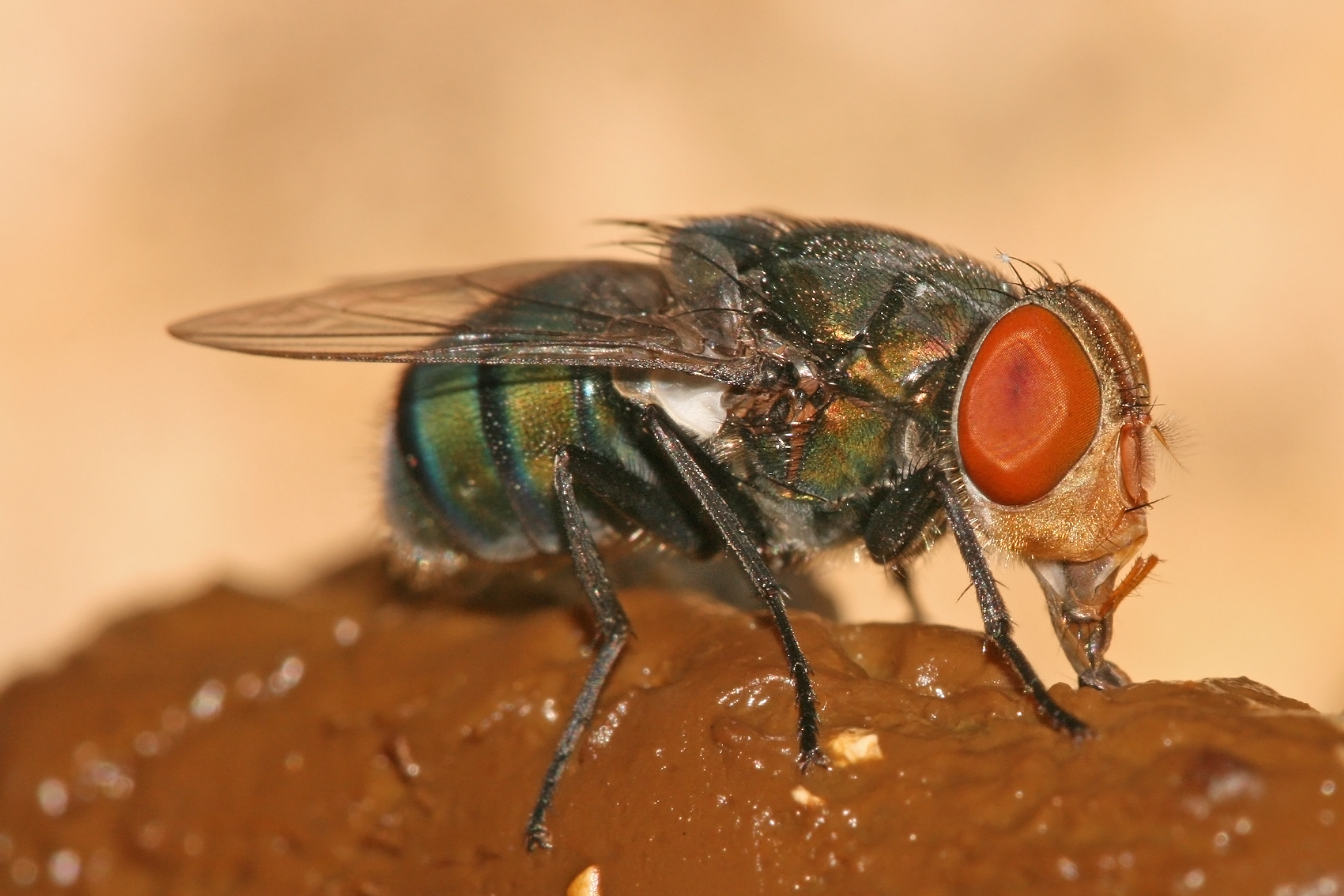
파리가 똥을 먹는 모습.

식분증(食糞症)은 동물이 자신이나 다른 동물의 배설물을 먹는 것이다. 개를 포함한 많은 종류의 동물이 식분증을 가지고 있으며, 목적은 종에 따라 다양하다. 다른 뜻으로는 호분증이라고도 가리킨다.

## 동물
- 개는 자신 또는 다른 개체의 배설물을 먹을 수있다. 굶주림, 스트레스 등 다양한 목적이 있는 것으로 알려져 있다. 어쩔 때에는 새끼 강아지가 어미 강아지의 똥을 먹는 경우도 간혹 있다.
- 토끼는 소화 후 1차적으로 싼 똥을 먹고,다시 배출하여 영양분을 흡수한다.
- 코알라는 새끼의 원활한 이유하기를 조건적으로 하기 위해 어미 코알라의 배설물을 먹는다.

## 같이 보기
- 대변-구강 경로
- 똥파리
- 납작돔과